# Back to Forever
Back to Forever è il secondo album discografico della cantautrice statunitense Lissie, pubblicato nell'ottobre 2013.

## Tracce
Edizione Standard
1. The Habit – 4:10 (Elisabeth Maurus, Julian Emery, Jim Irvin)
2. Further Away (Romance Police) – 4:21
3. Shameless – 3:21 (Maurus, Emery, Irvin)
4. They All Want You – 4:00 (Maurus, Irvin, Angelo Petraglia)
5. Sleepwalking – 4:14 (Maurus, Martin Craft)
6. I Don't Wanna Go To Work – 3:42 (Maurus, Crispin Hunt, Gordon Mills)
7. Mountaintop Removal – 5:18 (Maurus, Craft, Francis White)
8. Love in the City – 3:15 (Maurus, Craft)
9. I Bet on You – 4:33 (Maurus, Petraglia)
10. Cold Fish – 3:39 (Maurus, Justin Parker)
11. Can't Take it Back – 3:29 (Maurus, Greg Kurstin)
12. Back to Forever – 3:52 (Maurus, Craft)

Edizione Deluxe
1. The Habit – 4:10 (Elisabeth Maurus, Julian Emery, Jim Irvin)
2. Further Away (Romance Police) – 4:21 (Maurus, Emery, Irvin)
3. Shameless – 3:21 (Maurus, Emery, Irvin)
4. They All Want You – 4:00 (Maurus, Irvin, Angelo Petraglia)
5. Sleepwalking – 4:14 (Maurus, Martin Craft)
6. I Don't Wanna Go To Work – 3:42 (Maurus, Crispin Hunt, Gordon Mills)
7. Mountaintop Removal – 5:18 (Maurus, Craft, Francis White)
8. What's It Like – 3:14
9. Love in the City – 3:15 (Maurus, Craft)
10. I Bet on You – 4:33 (Maurus, Petraglia)
11. Cold Fish – 3:39 (Maurus, Justin Parker)
12. Can't Take it Back – 3:29 (Maurus, Greg Kurstin)
13. Back to Forever – 3:52 (Maurus, Craft)
14. The Habit (Stripped Down) – 4:09 (Elisabeth Maurus, Julian Emery, Jim Irvin)
15. I Bet on You (Stripped Down) – 4:20 (Maurus, Petraglia)
16. Mountaintop Removal (Stripped Down) – 4:22 (Maurus, Craft, Francis White)